# Espoo Blues
Espoo Blues – fiński klub hokeja na lodzie z siedzibą w Espoo.

## Historia
W latach 1984-1998 klub funkcjonował jako Kiekko-Espoo ry. Od sezonu SM-liiga (1998/1999) działał jako Espoo Blues Hockey Oy.
Do 2016 występował w rozgrywkach Liiga. Po zakończeniu sezonu Liiga (2015/2016) zespół został wycofany z rozgrywek po tym jak ogłoszono upadłość klubu.
W 2016 powstał w mieście klub Espoo United, działający do 2018.

## Sukcesy
- Srebrny medal mistrzostw Finlandii: 2008, 2011
- Hopealuistin: 2008, 2009

## Zawodnicy

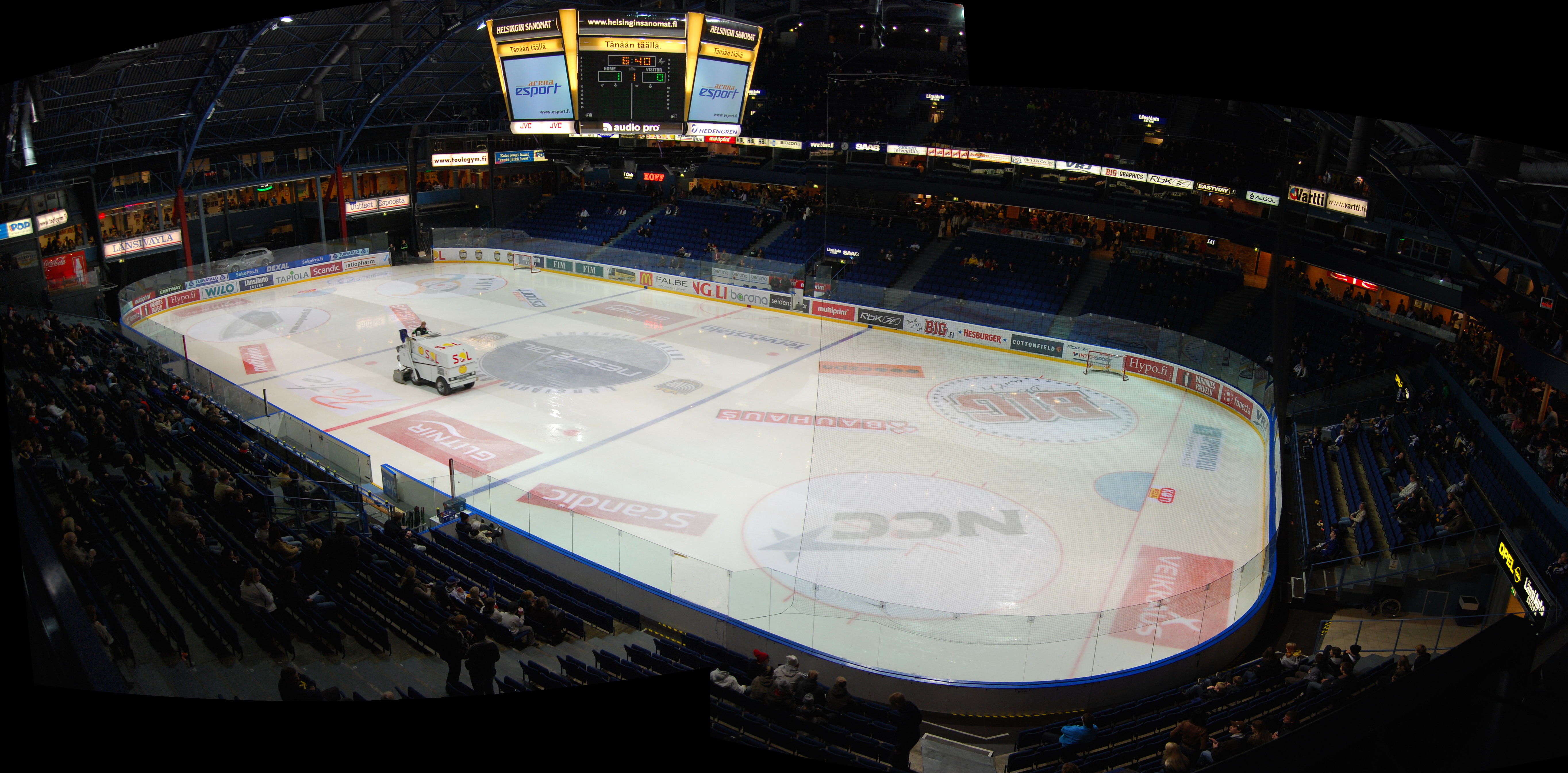
Barona Areena

W sezonie 1994/1995 w klubie występował Polak Mariusz Czerkawski. W siedmiu meczach zdobył 12 pkt (9 goli i 3 asysty).
Klub Espoo Blues, jako kontynuator tradycji Kiekko Espoo, zastrzegł numery byłych hokeistów tego zespołu:
- 10 – Jere Lehtinen[5]
- 33 – Timo Hirvonen